# Oriundo
Oriundo (del latín oriundus) se refiere a algo o alguien que «proviene originalmente de algún lugar». 
El término también se utiliza en un sentido similar en Italia.